# Lutjanus fulviflamma
Lutjanus fulviflamma är en fiskart som först beskrevs av Forsskål, 1775.  Lutjanus fulviflamma ingår i släktet Lutjanus och familjen Lutjanidae. Inga underarter finns listade i Catalogue of Life.